# Кордильєра-Орієнталь (Еквадор)
Кордильє́ра-Орієнта́ль (ісп. Cordillera Oriental — «східний хребет») — гірський хребет, що становить частину Еквадорських Анд та простягнувся з півночі на південь уздовж усієї довжини країни. Гірський хребет розташовано в природному регіоні Еквадора Сьєрра. У цьому хребті є наймолодші та найактивніші вулкани країни, такі як Котопахі. Хребет складається з двох головних підрегіонів, верхів'їв Анд та східних передгір'їв. Верхів'я висотою близько 3 353 м спадають до передгір'їв висотою 150 — 300 м. Найвища ділянка, що містить вулкан Котопахі, має назву Кордильєри-Реаль. 
По східним схилам Кордильєра-Орієнталь проходить межа між природними регіонами Еквадору Сьєрра та Орієнте.